# Вычесово
Вычесово — деревня в Благовещенском сельском поселении Большесельского района Ярославской области.
Деревня Вычесова указана на плане Генерального межевания Рыбинского уезда 1798 года.

## Население
По данным статистического сборника «Сельские населенные пункты Ярославской области на 1 января 2007 года», в деревне Вычесово проживает 1 человек.

## География
Деревня расположена на севере района, на левом берегу реки Черёмухи. На противоположном берегу напротив Вычесово стоит деревня Петраково. В 1,5 км к северу от Петраково стоит деревня Фоминское, а в 1 км к востоку деревня Ваганово. Вычесово и три названных деревни расположены на одном окружённом лесами поле. С западной стороны деревни по левому берегу Черёмухи проходит дорога от районного центра Большое Село к самой северной деревне района Головинское. Ближайшая к северу деревня по этой дороге, Шишелово, находится на расстоянии 2 км, а к югу на расстоянии 1,5 км находится Чудиново, лежащая в центре относительно густозаселённой области по берегам реки Мормушка. К западу от Вычесово на расстоянии около 5 км на ходится заболоченный лес, за которым начинается обширное болото Великий Мох.